# 12007 Ферма
12007 Ферма (12007 Fermat) — астероїд головного поясу, відкритий 11 жовтня 1996 року.
Тіссеранів параметр щодо Юпітера — 3,606.